# Сеффле (комуна)
Комуна Сеффле (швед. Säffle kommun) — адміністративно-територіальна одиниця місцевого самоврядування, що розташована в лені Вермланд у центральній Швеції.
Сеффле 37-а за величиною території комуна Швеції. Адміністративний центр комуни — місто Сеффле.

## Населення
Населення становить 15 357 чоловік (станом на вересень 2012 року). 
| Кількість населення комуни Сеффле за 1810-2010 роки | Кількість населення комуни Сеффле за 1810-2010 роки | Кількість населення комуни Сеффле за 1810-2010 роки | Кількість населення комуни Сеффле за 1810-2010 роки | Кількість населення комуни Сеффле за 1810-2010 роки |
| --------------------------------------------------- | --------------------------------------------------- | --------------------------------------------------- | --------------------------------------------------- | --------------------------------------------------- |
| Рік                                                 |                                                     |                                                     | Населення                                           |                                                     |
| 1810                                                | 1810                                                |                                                     | 14 500                                              | 14 500                                              |
| 1850                                                | 1850                                                |                                                     | 22 424                                              | 22 424                                              |
| 1900                                                | 1900                                                |                                                     | 19 319                                              | 19 319                                              |
| 1950                                                | 1950                                                |                                                     | 19 012                                              | 19 012                                              |
| 1970                                                | 1970                                                |                                                     | 20 234                                              | 20 234                                              |
| 1980                                                | 1980                                                |                                                     | 18 985                                              | 18 985                                              |
| 1990                                                | 1990                                                |                                                     | 17 979                                              | 17 979                                              |
| 2000                                                | 2000                                                |                                                     | 16 639                                              | 16 639                                              |
| 2010                                                | 2010                                                |                                                     | 15 547                                              | 15 547                                              |
| Джерело: SCB                                        |                                                     |                                                     |                                                     |                                                     |

## Населені пункти
Комуні підпорядковано 3 міські поселення (tätort) та 3 сільські, більші з яких:
- Сеффле (Säffle)
- Сванегольм (Svaneholm)
- Вермландсбру (Värmlandsbro)
- Нисетер (Nysäter)
- Сіллінгфорс (Sillingsfors)

## Міста побратими
Комуна підтримує побратимські контакти з такими муніципалітетами:
- Комуна Гуль, Норвегія
- Ментигар'ю, Фінляндія
- Антсла, Естонія
- Гагенов, Німеччина

## Галерея

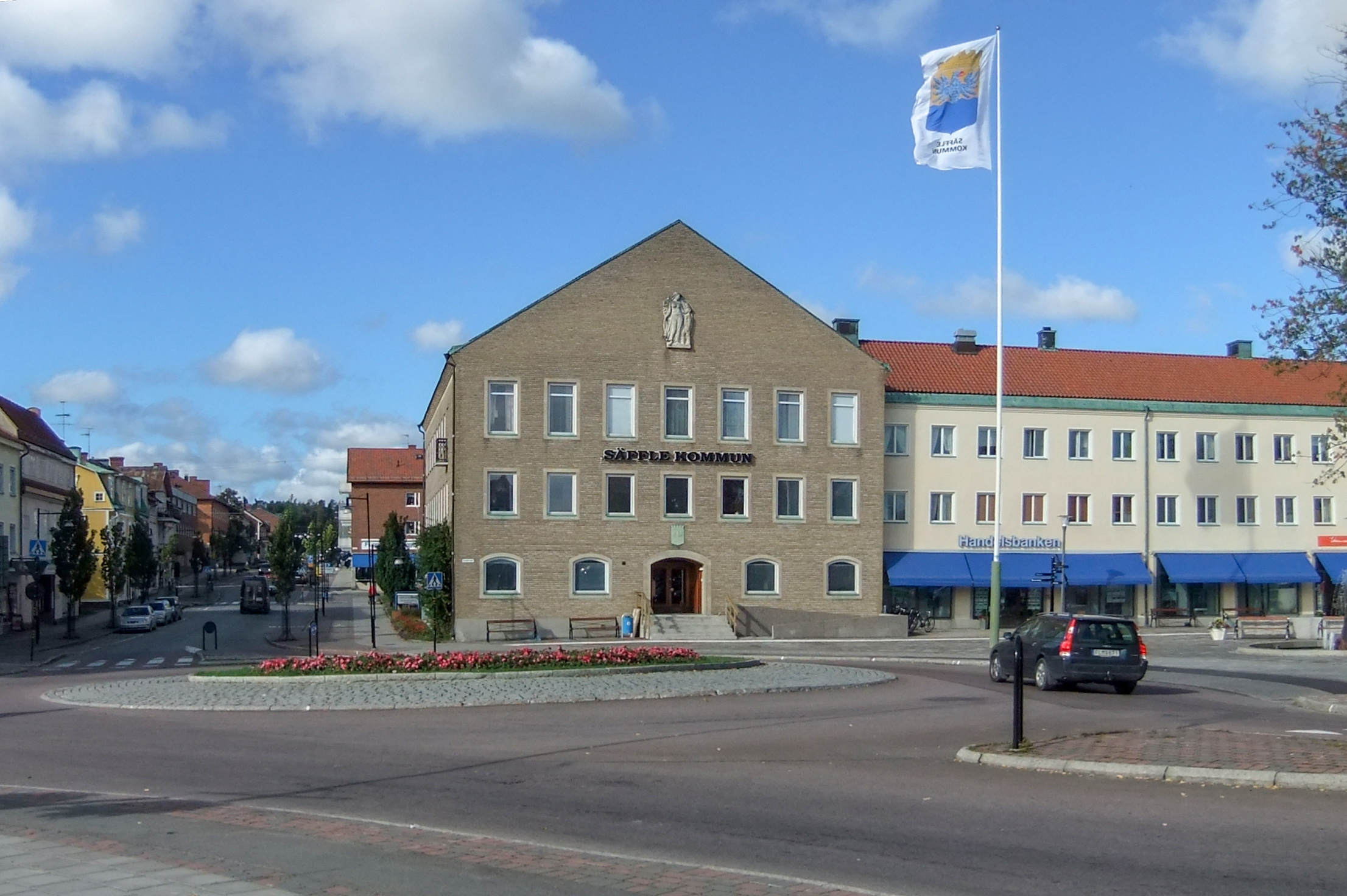
Управа комуни (Сеффле)
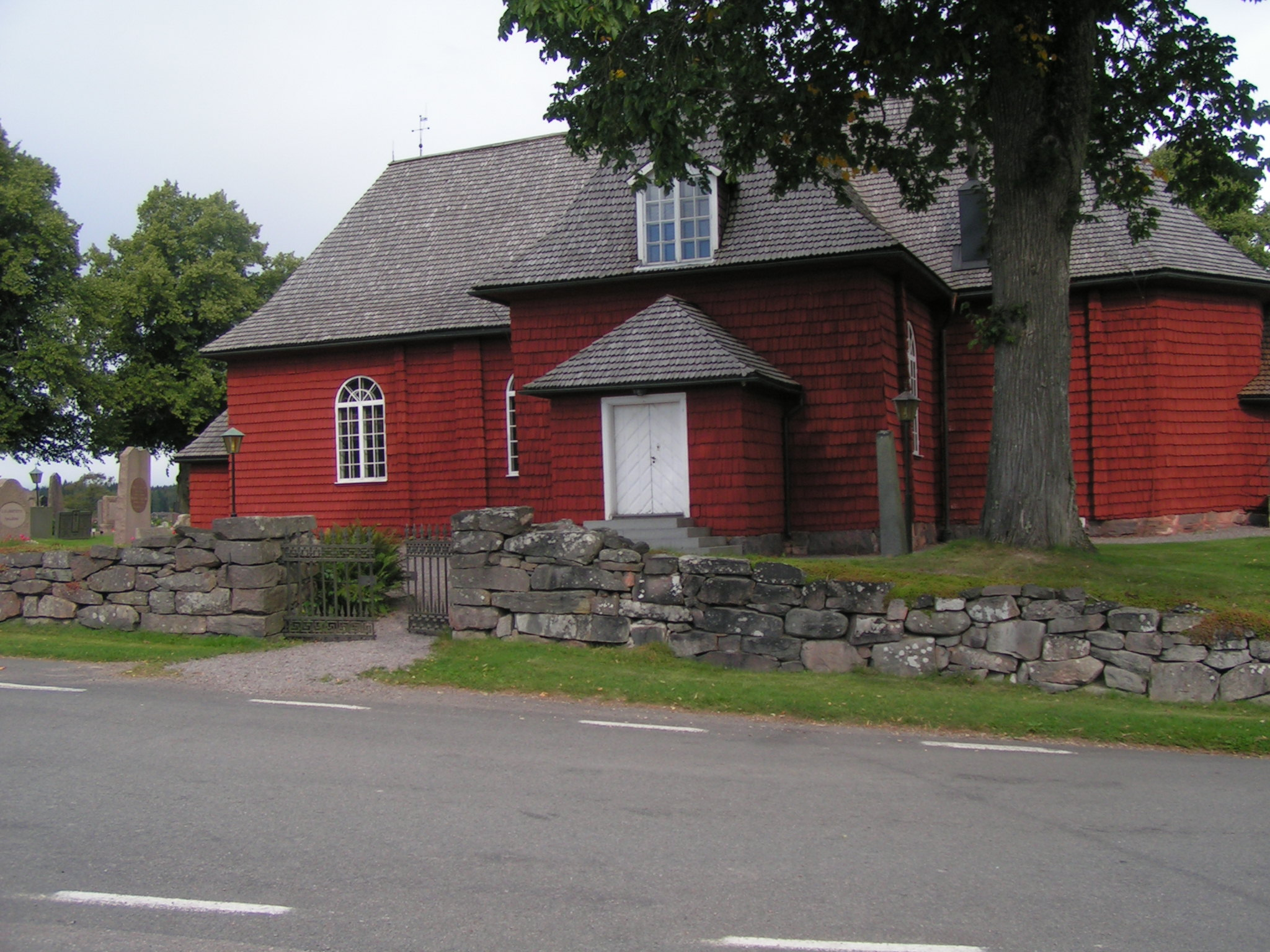
Церква (Лонгсеруд)
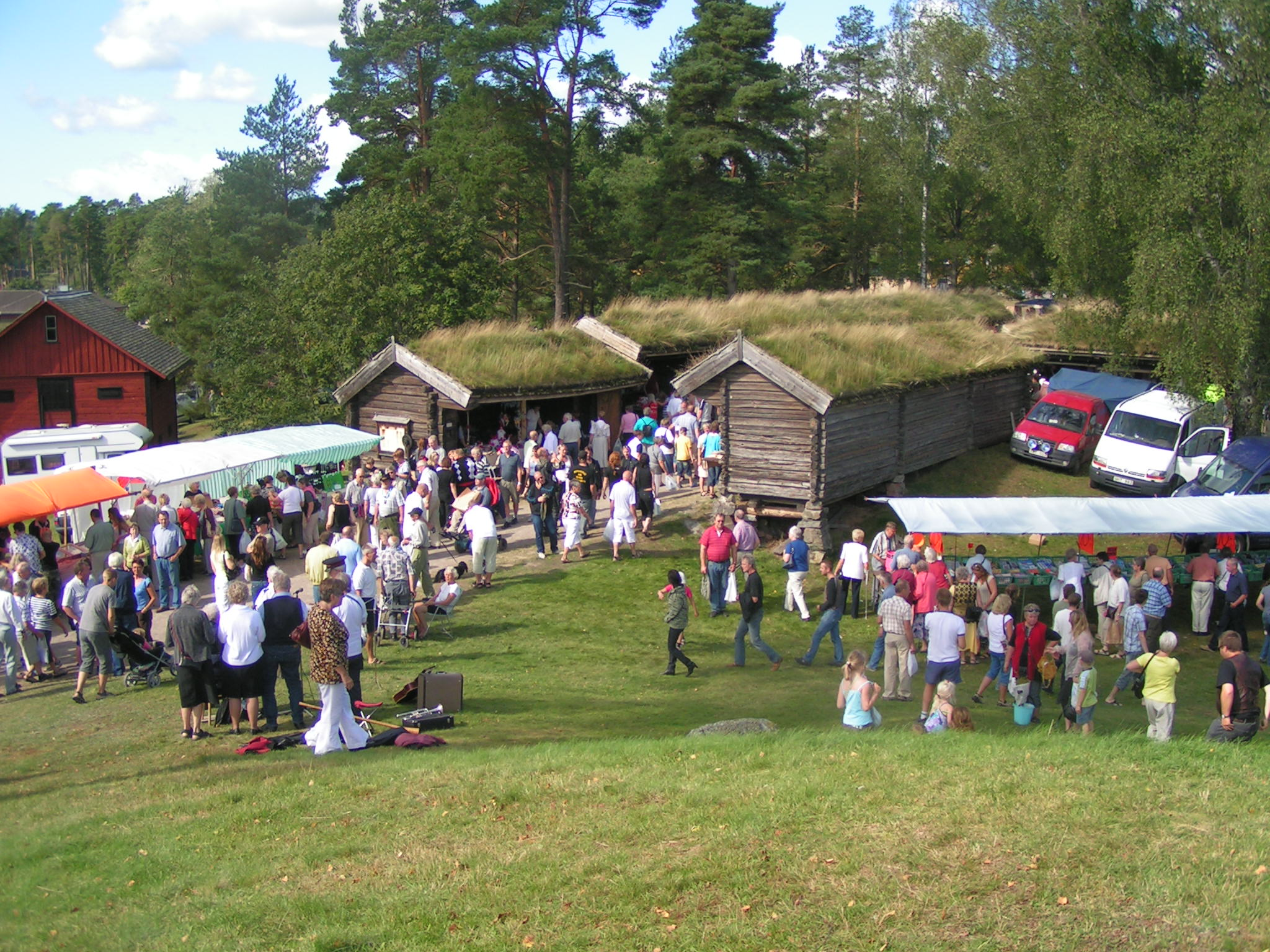
Ярмарок у Нисетері
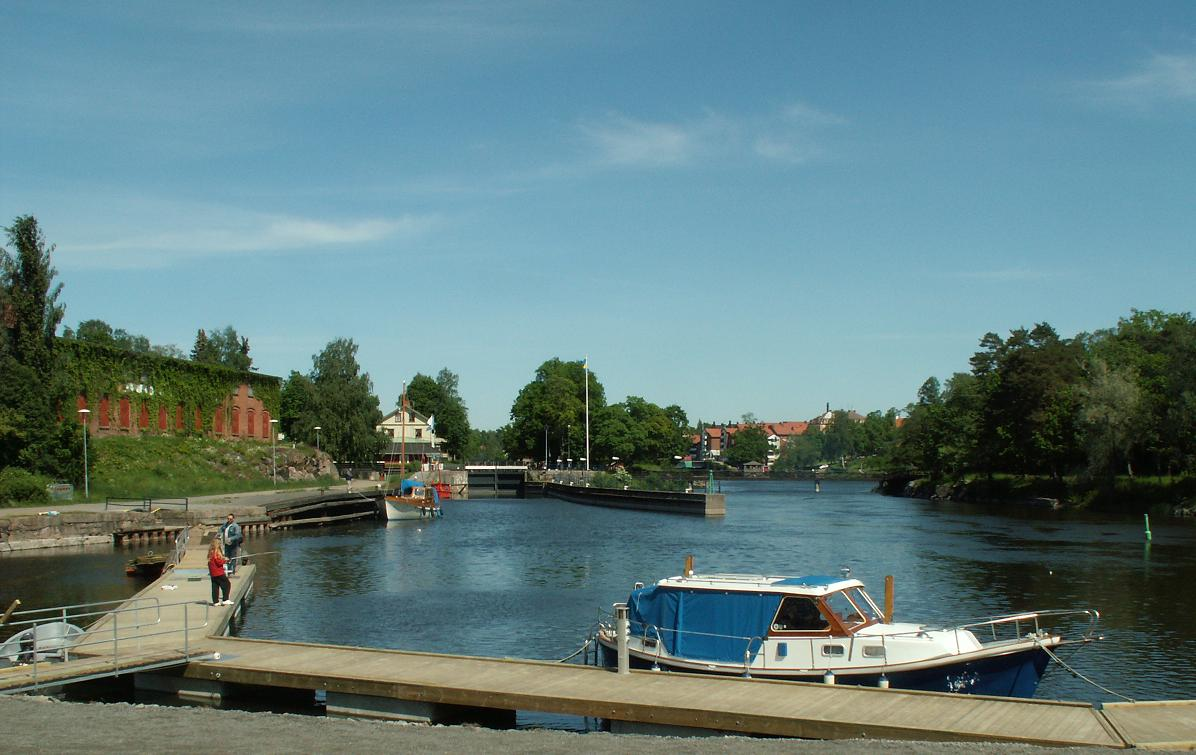
Канал